# Эмблема Мавритании
Эмблема Мавритании (араб. شعار الجمهورية الإسلامية الموريتانية‎) основана на национальном флаге Мавритании, принятом 1 апреля 1959 года.
Эмблема имеет форму круга с изображением золотого полумесяца, обращённого вверх, между рогами которого золотая пятиконечная звезда. В нижней части поверх полумесяца вырастают финиковая пальма и стебли пшена. По окружности начертано название государства на арабском и французском языках: شعار الجمهورية الإسلامية الموريتانية (Al-Ǧumhūriyyah al-Islāmiyyah al-Mūrītāniyyah) и République islamique de Mauritanie.
Зелёный и золотой считаются панафриканскими цветами. Зелёный символизирует ислам, золотой — пески пустыни Сахары. Полумесяц и звезда — символы ислама, главной религии в государстве.
Полумесяц и звезда — символы ислама, главной религии в государстве. Пальма представляет географическое положение страны в тропической зоне, её жаркий климат. Пшено символизирует основную сельскохозяйственную культуру; пшено представляет питательную и здоровую пищу.

Герб в 1959—2018 гг.

В ноябре 2018 года на герб был добавлен красный цвет, аналогично изменению на флаге, где две красные полосы символизируют жертвы, которые принесли жители Мавритании, защищая свою страну от французского колониализма.